# 헤이키 사볼라이넨
헤이키 일마리 사볼라이넨(핀란드어: Heikki Ilmari Savolainen, 1907년 9월 28일 ~ 1997년 11월 29일)은 가장 성공적인 핀란드의 체조 선수들 중의 하나로 올림픽 2관왕이다.
요엔수에서 태어난 사볼라이넨의 최고 선수로서 경력은 5개의 올림픽이나 지속되었다.
1928년 암스테르담 올림픽에서 처음으로 참가하여 안마 동메달을 획득하였다. 1952년 헬싱키 올림픽에서 44세의 나이로 참가한 사볼라이넨은 연장자 체조 선수였다. 그 경기의 개막식에서 선서를 하기도 하였다. 하리 키르베스니에미, 알렉세이 네모프와 프란치스카 판 알름시크와 함께 그는 기록을 깬 6개의 동메달을 획득하였다.
1932년 철봉 종목에서 사볼라이넨과 동료 선수 에이나리 테레스비르타는 동점을 매겼으나, 핀란드 팀은 사볼라이넨에게 은메달을 주기로 결정하였다. 1948년에도 다시 안마 종목에서 동료 베이코 후타넨과 파보 알토넨과 동점을 매기면서 금메달이 3명 사이에 나누어졌다.
1931년 체육 교사로서 졸업을 하고, 1939년 의학 박사 학위를 받아 카야니에서 의사로서 일하기 시작하였다. 겨울 전쟁이 일어나는 동안에 군사 병원에서 수석 의사로서 중령 계급과 함께 복무하였다.
2004년 국제 체조 명예의 전당에 헌액되었다.